# Bed of Roses (1933)
Bed of Roses is een Amerikaanse dramafilm uit 1933 onder regie van Gregory La Cava.

## Verhaal
Als de prostituees Lorry en Minnie worden vrijgelaten uit de gevangenis, willen ze een nieuw leven opbouwen met een rijke man. Lorry wordt verliefd op Dan, de eigenaar van een katoenboot. Ze moet kiezen tussen een leven als maîtresse of een onzeker bestaan aan boord van een schip met haar geliefde.

## Rolverdeling
| Acteur            | Personage      |
| ----------------- | -------------- |
| Constance Bennett | Lorry Evans    |
| Joel McCrea       | Dan            |
| John Halliday     | Stephen Paige  |
| Pert Kelton       | Minnie         |
| Samuel S. Hinds   | Priester Doran |
| Franklin Pangborn | Afdelingschef  |
| Tom Herbert       | Winkelbediende |